# PGC 55517
LEDA/PGC 55517, auch UGC 9920, ist eine spiralförmige Radiogalaxie vom Hubble-Typ Sbc im Sternbild Corona Borealis am Nordsternhimmel. Sie ist schätzungsweise 426 Millionen Lichtjahre von der Milchstraße entfernt und hat einen Durchmesser von etwa 115.000 Lichtjahren. Vom Sonnensystem aus entfernt sich das Objekt mit einer errechneten Radialgeschwindigkeit von näherungsweise 9.400 Kilometern pro Sekunde.
Gemeinsam mit NGC 5961 bildet sie das optische Galaxienpaar Holm 715.

## Galaktisches Umfeld
| Nr. | Galaxie                 | Alternativname          | Rek           | Dek           | Distanz/asec |
| --- | ----------------------- | ----------------------- | ------------- | ------------- | ------------ |
| →   | LEDA/PGC 55517          | UGC 9920                | 15h35m17.729s | +30d48m11.85s | 0            |
| 1   | NGC 5961                | LEDA/PGC 55515          | 15h35m16.320s | +30d51m51.05s | 220.05       |
| 2   | LEDA/PGC 1915804        | 2MASX J15351950+3044067 | 15h35m19.510s | +30d44m06.62s | 246.33       |
| 3   | LEDA/PGC 1916194        | 2MASX J15350650+3044424 | 15h35m06.487s | +30d44m42.58s | 254.18       |
| 4   | LEDA/PGC 1916512        | 2MASX J15353361+3045127 | 15h35m33.665  | +30d45m12.53s | 272.87       |
| 5   | LEDA/PGC 1913946        | 2MASX J15352663+3041317 | 15h35m26.676s | +30d41m31.51s | 416.62       |
| 6   | LEDA/PGC 1913614        | 2MASX J15351958+3041027 | 15h35m19.603s | +30d41m02.53s | 429.95       |
| 7   | 2MASX J15352966+3041297 | ASK 327209.0            | 15h35m29.633s | +30d41m29.54s | 429.99       |
| 8   | LEDA/PGC 1913237        | 2MASX J15351090+3040316 | 15h35m10.906s | +30d40m31.93s | 467.76       |
| 9   | LEDA/PGC 1913562        | 2MASX J15345889+3040574 | 15h34m58.937s | +30d40m58.27s | 496.71       |
| 10  | LEDA/PGC 1923631        | 2MASX J15354813+3055006 | 15h35m48.130s | +30d55m00.18s | 565.98       |
| 11  | LEDA/PGC 1921856        | 2MASX J15343558+3052379 | 15h34m35.592s | +30d52m37.95s | 604.70       |
| 12  | LEDA/PGC 1915707        | 2MASX J15360305+3043596 | 15h36m03.060s | +30d43m59.51s | 636.37       |
| 13  | LEDA/PGC 1911712        | 2MASX J15345308+3038184 | 15h34m53.070s | +30d38m18.90s | 672.43       |
| 14  | LEDA/PGC 1921015        | 2MASX J15360918+3051286 | 15h36m09.216s | +30d51m28.85s | 691.42       |
| 15  | LEDA/PGC 1922999        | 2MASX J15342470+3054099 | 15h34m24.706s | +30d54m09.81s | 771.27       |